# Mesi (popolo antico)
I Mesi (greco: Μοισοί; latino Moesi da qui il territorio della Moesia, poi provincia romana) furono una tribù daco-tracia che abitò l'odierna Serbia e Bulgaria, parte dell'allora provincia romana della Mesia, che da loro prese il nome nell'87. I romani, guidati da Crasso, li avevano sconfitti nel 29 a.C.

## Storia

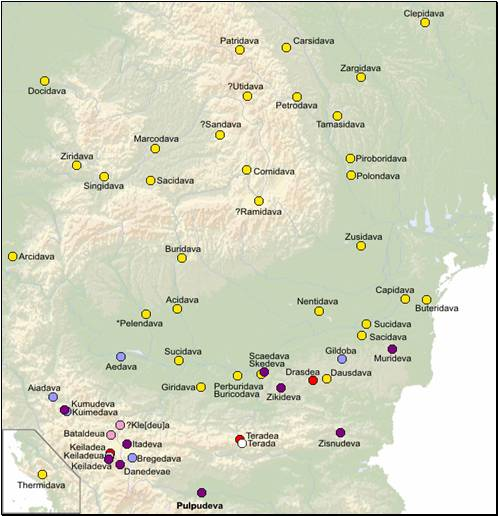
Città dacie in Dacia, Mesia, Tracia e Dalmazia

Cassio Dione Cocceiano racconta che nel 29 a.C. il proconsole di Macedonia, Marco Licinio Crasso (nipote del famoso triumviro), intraprese la sua prima campagna per aiutare la popolazione alleata dei Denteleti., che era stata attaccata dai Bastarni, che in precedenza avevano sottomesso anche le popolazioni limitrofe dei Triballi e Mesi. Crasso partì con ogni probabilità da Eraclea Sintica, percorse la via lungo il fiume Strymon, liberando per prima cosa la città di Serdica (capitale dei Denteleti). Successivamente avanzò in direzione dei Mesi, invadendone le terre e battendoli insieme ai Bastarni del re Deldo, alla confluenza tra il fiume Ciabrus ed il Danubio, nelle vicinanze di Ratiaria. L'esito finale della campagna del 29 a.C. fu che i Bastarni furono costretti a tornare alle loro sedi originali, in Scizia, mentre i Mesi furono sottomessi.
L'anno successivo (28 a.C.) si rivolse contro le popolazioni dei Traci, che lo avevano ostacolato sulla strada del ritorno l'anno precedente, ottenendo la sottomissione di Maedi, Serdi e Bessi, non degli Odrisi che si erano subito dimostrati a lui fedeli alleati. Riuscì, infine, a battere alcune tribù geto-daciche, presso le cave di Ciris, conquistando la loro roccaforte di Genucla, in Dobrugia. Sulla strada del ritorno, divise l'esercito in due colonne: con la prima attaccò i Mesi Triballi (la cui capitale era probabilmente Oescus (oggi Gigen), con la seconda, egli stesso, batté i Mesi Artaci. Al termine di questo secondo anno di campagna è, però, poco probabile che i Mesi siano stati annessi alla provincia di Macedonia. Al contrario, le tribù della Tracia, pur rimanendo ancora indipendenti, diventarono popoli clienti di Roma. Crasso era così riuscito ad affermare il prestigio romano sull'intera regione a sud del basso Danubio.
Tra l'1 ed il 6, in seguito alle operazioni di Tiberio nell'area illirica e dei suoi successori, veniva costituito il distretto militare di Mesia e Macedonia, presidiato da un paio di legioni (la legio IV Scythica a Scupi e la legio V Macedonica a Naissus), mentre la Tracia continuava a costituire un regno indipendente, cliente e quindi alleato del popolo romano.
Durante la grande rivolta del 6-9, nel primo anno di guerra, Batone il Pannone (della tribù dei Breuci), piombava su Sirmium e la sua guarnigione romana, ma Aulo Cecina Severo, legato di Mesia, lo sorprendeva presso il fiume Drava e lo batteva appena in tempo per scongiurare la perdita di una fortezza tanto importante per i Romani da un punto di vista strategico, non senza gravi perdite romane. E se Batone il Dalmata fosse stato così intelligente da allearsi con il suo omonimo Pannone, i due eserciti insieme avrebbero avuto la meglio sull'esercito di Mesia, che a quel tempo era composto di "sole" tre legioni, estendendo la rivolta all'intera regione balcanica. I ribelli pannoni e dalmati si unirono ed occuparono il mons Almus (il monte Fruskagora) a nord della città di Sirmio e, sebbene sconfitti in una scaramuccia dal re tracio Remetalce I, che Cecina aveva inviato contro di loro, poterono mantenere la loro posizione. Frattanto scorrerie di Daci e Sarmati (Iazigi dell'Oltenia) costrinsero Cecina a ritirarsi ed a proteggere la sua provincia di Mesia. 
Al termine della rivolta, durata quasi quattro anni, l'area dell'Illyricum e balcanica era suddivisa in tre nuove province romane: di Dalmazia, di Pannonia e di Mesia, scissa ora da quella di Macedonia. I Mesi erano stati di fatto inglobati a tutti gli effetti nell'Impero romano.

## Lingua e cultura

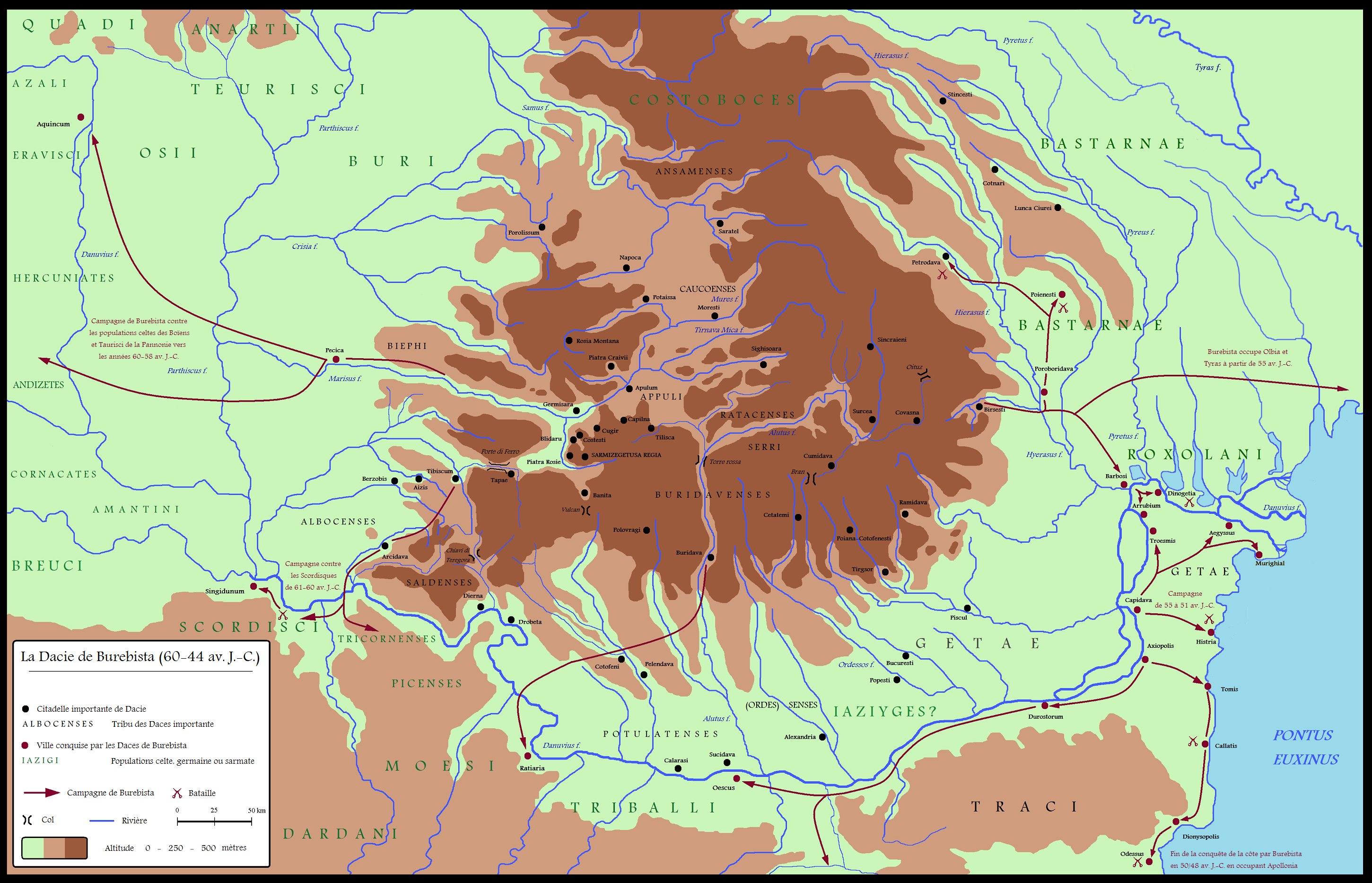
Mappa di Dacia, Mesia e dei dintorni durante le campagne di Burebista

Il gran numero di dave (nomi di città che terminano in '-dava' o '-deva') in tutta la Mesia, parte della Tracia e della Dalmazia, indica una maggiore affinità linguistica tra le lingue daca e mesa, piuttosto che tra mesa e tracica, facendo immaginare un maggiore legame tra Daci e Mesi. I suffissi tracici -para e -bria per i toponimi sono presenti soprattutto in Mesia meridionale, rendendo i monti Balcani (Haemus Mons) il confine linguistico tra lingue e culture daco-mesia e tracico-mesia.
Lo stretto legame daco-mesio è ulteriormente enfatizzato dal fatto che importanti aree della Mesia facevano parte del regno daco che Burebista creò unendo le tribù Geto-Dacie, Mesie e Traciche. Inoltre, dopo la conquista romana della Mesia, i Geto-Daci razziarono continuamente oltre il Danubio, guidati da re come Duras e Decebalo, molestando le truppe romane e tentando di riconquistare il territorio perduto.
In lingua o dialetto della Mesia si trovano poche iscrizioni; il loro etnonimo (Moesoi, Moesi), alcuni toponimi e antroponimi, ed un fitonimo: Mendruta, il nome mesa di un'orchidea (L. Veratrum nigrum) o della barbabietola (L. Beta vulgaris).